# اتوی یکم
اُتوی یکم ملقب به اتوی بزرگ (به آلمانی: Otto I., der Große) یا اُتُن اول (به فرانسوی: Otton Ier) (زادهٔ ۲۳ نوامبر ۹۱۲ – مرگ ۷ مه ۹۷۳) پادشاه آلمان، ایتالیا و دوک زاکسن بود. وی نخستین فرمانروای آلمان است که لقب امپراتور داشت. او پسر هاینریش مرغ‌گیر بود.
اتوی یکم در ۲ فوریه ۹۶۲ تاج امپراتوری سرزمینی را بر سر خود گذارد که در آینده امپراتوری مقدس روم خوانده‌شد.

## زندگی
اتو در والهاوزن زاده شد. در ۹۳۶ به جای پدرش به پادشاهی فرانک خاوری رسید. او در آخن پایتخت نیایش شارلمانی تاج‌گذاری نمود.
او در آغاز پادشاهی با شورش دوک‌نشین‌ها و رقابت با فرانک باختری و پادشاهش لوئی چهارم رودررو بود. همچنین ایتالیا هم دچار هرج و مرج سیاسی بود. اتو کوشید تا بر کلیسا تأثیر بگذارد و به واسطهٔ نفوذ اسقف‌ها اعمال قدرت نماید.
دورهٔ زمام‌داری اتو یک شبه رنسانس در معماری و هنر نیز بود. هنرهایی مانند تذهیب از آن زمان رواج یافت.
در آغاز دههٔ ۹۶۰ برنگار یکم بخش شمالی قلمرو پاپ ژان دوازدهم تاخت، پاپ دست به دامان اتو شد؛ اتو به ایتالیا رفت و پاپ بر سر او تاج امپراتوری نهاد؛ ولی به زودی پاپ از قدرت اتو بیمناک شد و دست به تحریک مجارهای امپراتوری روم شرقی زد. اتو از جریان آگاه شد، شورایی کلیسایی برگزار نمود و ژان را برکنار و به جای او لئون هشتم را بر منصب پاپی برگزیدند. با خروج اتو از رم در شهر میان هواداران ژان و اتو جنگ درگرفت. اتو به ناچار به رم بازگشت و شورش را به سختی سرکوب کرد. ۹۶۴ دوباره از رمیان از او خواسته‌شد تا به رم برود تا پاپ تازه بندیکت پنجم را برکنار کند. اتو از این فرصت بهره‌برد و در بازگشت این شرط را پیش نهاد که پاپ بی موافقت او برگزیده نشود.
در ۹۶۶ اتو یک لشکرکشی نافرجام هم به جنوب ایتالیا داشت. در ۹۷۲ میلادی ژان یکم امپراتور بیزانس اتو را به عنوان امپراتور به رسمیت شناخت و برادرزادهٔ خویش را به عقد اتوی دوم پسر و جانشین اتوی بزرگ درآورد.